# Дженни Пеппер
Джинни Пеппер (англ. Jeannie Pepper, настоящее имя Джоан Рудельштейн англ. Joan Desiree Ruedelstein, род. 9 июля 1958, Чикаго, Иллинойс) — американская порноактриса, член залов славы AVN и XRCO. Вместе с Энджел Келли и Хизер Хантер была одной из первых афроамериканских женщин, которые стали сниматься в традиционном порно.

## Биография
Родилась 9 июля 1958 года в Чикаго. В порноиндустрии дебютировала в 1982 году, в возрасте 24 лет. Снялась более чем в 200 фильмах для взрослых. Продолжала сниматься до 2011 года, в последние годы карьеры уже в жанре MILF/cougar.
В 1997 году стала первой афроамериканкой, введённой в Зал славы AVN. Также 1997 году была введена в Зал славы Legends of Erotica. В 1987 году получила XRCO Award в номинации Erotic Video Award, а в 2008 году была введена в Зал славы XRCO.

## Влияние на «чёрную женскую сексуальность»
Пеппер стала актрисой фильмов для взрослых и эротической фотомоделью в 24 года, ссылаясь на удовольствие от просмотра порнографии и от секса. Она выразила энтузиазм по поводу того, что станет представителем индустрии, в которой на тот момент было только несколько чернокожих актрис. В одном интервью Пеппер сказала:

«Я просто хотела показать миру. Смотрите, я чёрная и красивая. Почему не так много чернокожих женщин, занимающихся этим? Мы всегда смотрим, как занимаются сексом белые. Мы хотели увидеть, как это делают чёрные… Я хотела быть частью истории.».
Оригинальный текст (англ.)I just wanted to show the world, "Look, I'm Black and I'm beautiful! . . . We are always seeing white people have sex. We wanted to see some Black people having sex . . . I wanted to be part of history.

В 1986 году в Париже Пеппер сделала фотосессию, надев только белую шубу и каблуки (её фотографировал муж-фотограф John Dragon). Пеппер заявила, что находит много самоуважения и бесстрашия в том, чтобы показывать миру свою красоту; она чувствовала, что воплощает чёрную женскую сексуальность.

## Фильмография

### Художественные фильмы
- «Беспредел в средней школе» (1996) — миссис МакРейнолдс[10]
- «Лас-Вегас» (1986, сериал) — фотомодель

### Клипы
В 1996 году вместе с другими афроамериканскими порнозвёздами снялась в клипе Тупака Шакура How Do U Want It.

### Порнофильмы[12]
- Black Taboo (1984, Cal Vista)
- Black Baby Dolls (1985, VCA)
- Chocolate Delights (1985, Essex Home Video)
- Chocolate Delights 2 (1985, Coast to Coast)
- Cream Puff (1985, VCA)
- Erotic Zones 2 (1985, Caballero)
- Hot Chocolate 2 (1985, VCA)
- Swedish Erotica 101 (1985, Caballero)
- 69 Minutes - Evening News (1986, Gourmet/GVC)
- Afro Erotica 5 (1986, Wet Video)
- Afro Erotica 6 (1986, Wet Video)
- Black Holes in Space (1986, 4 Play)
- Black Lava (1986, Wet Video)
- Hyapatia Lee's Secret Dreams (1986, Hollywood Electric)
- Lusty Layout (1986, Paradise Video)
- Afro Erotica 12 (1987, Wet Video)
- Afro Erotica 14 (1987, Wet Video)
- Afro Erotica 16 (1987, Wet Video)
- Afro Erotica 17 (1987, Wet Video)
- Afro Erotica 20 (1987, Wet Video)
- Bachelor's Party (1987, VCX)
- Ebony Orgies (1987, Essex Home Video)
- Hot or Trot (1987, Infinity)
- National Pornographic 3 (1987, 4 Play)
- Afro Erotica 23 (1988, Wet Video)
- Afro Erotica 24 (1988, Wet Video)
- Afro Erotica 26 (1988, Wet Video)
- Afro Erotica 28 (1988, Wet Video)
- Afro Erotica 29 (1988, Wet Video)
- Afro Erotica 30 (1988, Wet Video)
- Alice in Blackland (1988, VCA)
- Black Chicks in Heat (1988, VCA)
- Black Rear Enders (1988, VCA)
- Ebony and Ivory Fantasies (1988, Vidco)
- Ebony Dreams (1988, Pink Video)
- Ebony Superstars (1988, VCA)
- Soul Kiss This (1988, VCR Productions)
- Three Ways 4 (1988, Wet Video)
- Tickle Power (1988, Prestige)
- Afro Erotica 31 (1989, Wet Video)
- Afro Erotica 32 (1989, Wet Video)
- Assuming the Position (1989, Venus 99)
- Backdoor Bonanza 9 (1989, Wet Video)
- Rock 'N' Roll Heaven (1989, Evil Angel)
- Sex Charades (1989, Video Exclusives)
- Back to Nature (1990, Caballero)
- Best of X-Plicit 6 (1990, Fat Dog)
- Bi and Beyond 5 (1990, Paladin)
- Black and Beyond (1990, Paul Norman Productions)
- Bush League 1 (1990, Coast to Coast)
- Depraved (1990, Metro)
- Take It to the Limit (1990, Venus 99)
- Taste of Purple Passion (1990, Pink Video)
- Anal Innocence 1 (1991, Rosebud)
- Black Mariah - A Black Sex Comedy (1991, Filmco)
- Editor's Choice 2 (1991, Caballero)
- Erotic Explosions 24 (1991, Pleasure)
- Tit Tales 3 (1991, Filmco)
- Anal Carnival (1992, Rosebud)
- Anal Lover (1992, Rosebud)
- Best of Black Anal 1 (1993, Rosebud)
- Ebony Humpers 3 (1993, Leisure Time)
- Filthy Fuckers 21 - Black Anal (1993, Zane)
- Ron Hightower's Ebony Erotica 16 - Dark and Sweet (1993, Gourmet/GVC)
- Toppers 12 (1993, Toppers Video)
- Black Velvet 3 (1994, Coast to Coast)
- Dark Alleys 20 (1994, Raw Milk)
- Players Club (1994, Heatwave)
- Toys Not Boys 3 - Slut-A-Thon (1994, Filmco)
- Undressed in Thrill (1994, Vivid)
- Black Jack City 3 (1995, Heatwave)
- Black Mystique 14 (1995, Video Team)
- Filthy Fuckers 116 - Humpin' Da Booty (1995, Zane)
- Sherlock Homie (1995, Intropics Video)
- X TV (1995, Pleasure)
- Chocolate Bunnies 8 (1996, LBO Entertainment)
- Afrodisiac 3 - Summer in the City (1997, Coast to Coast)
- 33 Girl Jam (1998, Vivid)
- Buttman's Favorite Big Butt Babes 2 (1998, Evil Angel)
- Harem 74 - Girl Orgy (1998, Vivid)
- World's Luckiest Black Man (1998, Vivid)
- Filthy Fuckers 14 - Hot Black Bitches (1999, Zane)
- Girl Power 14 (1999 Visual Images)
- Honeywood (1999, Vivid)
- Nubian Nurse Orgy (1999, Vivid)
- World's Luckiest Patient with 101 Nurses (1999, Vivid)
- Behind the Scenes My Baby Got Back (2000, Video Team)
- Black Taboo 2 (2000, Metro)
- Karate Girls 2 (2000, VCR Productions)
- My Baby Got Back 20 (2000, Video Team)
- Super Ball 30 - Ebony Cheerleader Orgy (2000, Vivid)
- World's Luckiest Jock (2000, Vivid)
- Big Ass Black Girls (2001, Pandemonium)
- Candida Royalle's Eyes of Desire 2 (2002, Femme Productions)
- Hung Like A Horse (2002, Leisure Time)
- No Man's Land Legends (2002, Video Team)
- Chocolate Kisses (2003, Caballero)
- Whore (2003, Caballero)
- Black Orgies 20 (2004, Destiny Productions)
- Juicy Treats (2004, Rosebud)
- Adventures of Tittyman (2005, Avalon)
- Big Black Wet Tits 2 (2005, Evasive Angles)
- Desperate Mothers and Wives 4 (2005, Evasive Angles)
- Prescription for Pleasure (2005, Heatwave)
- Skeet Skeet Skeet (2005, Adam and Eve)
- Syrens of Sex (2005, Mercenary Pictures)
- Black Big Boob Dirty 30's (2006, Totally Tasteless)
- Born to be Maid (2006, Vidco)
- Horny Black Mothers (2006, Evasive Angles)
- Hall of Fame (2007, Cal Vista)
- Horny Black Mothers and Daughters (2007, Evasive Angles)
- Momma Knows Best 3 (2007, Red Light District)
- Blackman (2008, Pleasure)
- Hit That Ole Bitch (2008, Evasive Angles)
- Freaky Black Bitches 4 (2011, Notorious)

## Дальнейшее чтение
- Gerrie Lim, «Dreaming of Jeannie: AVN Hall of Famer Pepper Finds a Home in Cyberspace», AVN Online, November 1, 2001.
- Mireille Miller-Young, «Hardcore Desire: Black Women Laboring in Porn — Is It Just Another Job?», Colorlines Magazine: Race, Action, Culture, Winter 2005.